# 台灣國際動畫影展
台灣國際動畫影展（英語：Taiwan International Animation Festival，簡稱TIAF），始於2003年，由國家電影資料館主辦。由於第一屆反應意外地熱烈，因此定期每年舉行一次，直到2008年無預警停辦。每屆台灣國際動畫影展的主辦單位都會為觀眾搜羅世界各地多部動畫，除了能夠作文化交流外，亦能廣闊觀眾在動畫上的國際視野。
而且影展自2006起始有「台灣動畫獎」，當中包括七項大獎：
1. TIAF大獎
2. 台灣動畫金獎
3. 科技藝術金獎
4. 美術創意金獎
5. 幽默原創金獎
6. 學生動畫金獎
7. 評審團特別獎

獎金達新台幣一百萬元。
每屆台灣國際動畫影展的場區都會被劃分為不同影展單元，例如2007第五屆動畫影展的場區被劃分為：「國內外停格動畫回顧展」、「世界影展精選」、「國內產業原創」、「西班牙、智利國家專題」、「Paul Vester動畫大師專題」。
台灣國際動畫影展在2008年無預警的狀況下宣佈停辦